# Diócesis de San Marcos de Arica
La diócesis de San Marcos de Arica (en latín: Dioecesis Sancti Marci Aricen(sis)) es una circunscripción eclesiástica de la Iglesia católica en Chile. Se trata de una diócesis latina, sufragánea de la arquidiócesis de Antofagasta. Desde el 21 de noviembre de 2014 su obispo es Moisés Carlos Atisha Contreras.

## Territorio y organización
La diócesis tiene 16 873 km² y extiende su jurisdicción sobre los fieles católicos de rito latino residentes en la región de Arica y Parinacota.
La sede de la diócesis se encuentra en la ciudad de Arica (o San Marcos de Arica), en donde se halla la Catedral de San Marcos.
En 2020 en la diócesis existían 24 parroquias:
- San Marcos (Catedral), en Arica
- San Juan Bosco, en Arica
- Santa Cruz, en Arica
- Nuestra Señora del Carmen, en Arica
- Sagrada Familia, en Arica
- San José Obrero, en Arica
- Cristo Hermano, en Arica
- San Esteban, en Arica
- San Pedro, en Arica
- Inmaculada Concepción, en Arica
- San Gabriel, en Arica
- San Pablo, en Arica
- Espíritu Santo, en Arica
- Cristo Salvador, en Arica
- Sagrado Corazón,  en Arica
- San Ignacio de Loyola,  en Arica
- La Anunciación,  en Arica
- Jesús de Nazaret,  en Arica
- Nuestra Señora del Rosario, en Las Peñas
- San Miguel, en San Miguel de Azapa
- Nuestra Señora del Carmen, en Belén
- San Martín de Tours, en Codpa
- San Ildefonso, en Putre
- San Jerónimo de Poconchile, en Poconchile en el valle de Lluta

## Historia
La primera presencia de la fe católica en Arica se remonta a 1536 cuando un grupo de frailes dominicos que acompañaban a Diego de Almagro en su expedición hacia los territorios de Chile, tomaron posesión de ese territorio y celebraron la primera misa al pie del morro (cerro), en celebración de san Marcos el Evangelista el 25 de abril.
Por mucho tiempo existió una creencia que imaginaba la ciudad de San Marcos de Arica como si hubiese sido fundada el 25 de abril de 1541, día del evangelista Marcos, y que entonces se hubiese celebrado la primera misa a los pies del morro de Arica. Se usaba como sustentación una supuesta acta de fundación que no era sino un plagio de aquella auténtica correspondiente a la fundación de la ciudad de Arequipa. Arica en realidad nació como un humilde villorrio en las márgenes del río San José y fue fundada como ciudad en 1584. Hay evidencia de esto gracias al meticuloso trabajo histórico del padre Fernando Montesinos, párroco de Potosí y visitador eclesiástico en Arica en 1634. En sus Anales del Perú, compilado con los registros oficiales del virreinato, Montesinos registró tal fundación en 1584. En esa ceremonia de fundación se debe haber establecido la primera iglesia de San Marcos de Arica que originalmente se conoció como iglesia matriz. La primitiva capilla de Socoroma data de 1560. En 1600 la historia señala la iglesia mayor de San Marcos, la que luego de ser destruida en 1615 por un terremoto, fue reemplazada en 1640 por la basílica de San Marcos construida por Baltazar Farfallares. Se mantuvo hasta el gran terremoto y maremoto de 1868, soportando alrededor de 5 sismos mayores. Un gran terremoto y tsunami en 1604 arrasó completamente la antigua ciudad y esta tuvo que ser refundada a los pies del morro a principios de 1605.
San Marcos de Arica obtuvo en sus inicios el aporte de congregaciones religiosas. Los primeros en llegar fueron los Hermanos de San Juan de Dios, en 1615. Luego los mercedarios y los franciscanos que en 1637 fundaron el convento de San Francisco. 
Son registrados en Arica en 1793, 21 religiosos (10 franciscanos, 7 mercedarios y 4 hermanos de San Juan de Dios). Arica: 820 feligreses; la viceparroquia de Azapa 276 y la de Lluta 282. En 1800 ya existen 4 iglesias en Arica, y en los valles y "los Altos" más de 20, mientras que la población total no llegaba a 5000. A ellos se suman en 1898 4 hermanas de Santa Ana; y en 1933 los padres vicentinos (lazaristas).
A inicios del siglo XX la parroquia de Arica dependía de la diócesis de Arequipa (hoy arquidiócesis de Arequipa) según lo había dispuesto la Santa Sede. Pero el 27 de febrero de 1910 el intendente de Arica, Máximo Lira, decretó la expulsión de Juan Vitaliano Berroa, párroco de Arica y Juan Gualberto Guevara su auxiliar por ser peruanos, reemplazándolos por chilenos como parte de la chilenización de Arica.
La prelatura territorial de Arica fue erigida el 17 de enero de 1959 con la bula Quibus a Deo del papa Juan XXIII, obteniendo el territorio de la diócesis de Iquique. Fue nombrado administrador apostólico el Padre Miguel Squella Avendaño, y lo sucedió en 1963 Ramón Salas Valdés.
Funciona en San Marcos la Tercera Orden  de San Francisco, la Sociedad de los Sagrados Corazones y la Sociedad de Beneficencia del Sagrado Corazón. En 1959 se establecieron los jesuitas. En 1962 se estableció la congregación de las Hermanitas de los pobres de Maiquetía; y en 1979 de los padres columbanos. 
Originalmente sufragánea de la arquidiócesis de La Serena, el 28 de junio de 1967 pasó a formar parte de la nueva provincia eclesiástica de la arquidiócesis de Antofagasta.
En 1981 llegaron a la diócesis las hermanas dominicas de Namur. La actual Catedral de San Marcos fue inaugurada en 1876, que originalmente estaba destinada a Ancón, fue redestinada por el presidente Balta que acogió la solicitud de las señoras de Arica de reponer la iglesia matriz. El nuevo templo, de estilo gótico, fue construido íntegramente de hierro colado por la firma de Gustavo Eiffel. Fue declarado Monumento histórico por el Ministerio de Educación el 4 de octubre de 1984.
El 29 de agosto de 1986 la prelatura territorial fue elevada a diócesis con la bula Qua tenemur graviter del papa Juan Pablo II. Su primer obispo fue Salas, quien en 1993 renunció por edad y fue sucedido por Renato Hasche Sánchez S.J.; elegido el 15 de mayo de 1993 y consagrado el 29 de junio del mismo año, asumió el 18 de julio.
En 1992 llegaron las hermanas brasileñas Misioneras de Jesús Crucificado; y en 1994 lo hicieron las Oblatas misioneras de María Inmaculada. Los padres escalabrinianos lo hacen en 2004 y finalmente en 2006 llegan a Arica las hermanas contemplativas del Cenáculo. 
El obispo Renato Hasche falleció ejerciendo su ministerio el 24 de abril de 2003. 
Desde 2004 la diócesis coordina con la municipalidad de Arica las actividades de celebración del aniversario de la ciudad, incluyéndose en la tradición ariqueña la fiesta de san Marcos Evangelista, patrono de la ciudad.
El papa Juan Pablo II eligió obispo de San Marcos de Arica a Héctor Vargas Bastidas, quien fue consagrado obispo en la Catedral de San Marcos en la fiesta de la Epifanía del Señor el 4 de enero de 2004, con una masiva asistencia de fieles, obispos y el clero local.
El 12 de octubre de 2011 asumió su nombre actual con el decreto Multum conferre de la Congregación para los Obispos.
Para 2006 permanecían trabajando en la diócesis dos congregaciones masculinas: la Compañía de Jesús y los padres escalabrinianos y cinco femeninas: Franciscanas Misioneras de María, Hermanitas de los pobres de Maiquetía, Hermanas Misioneras de Santa Teresita del Niño Jesús, Hijas de Santa Ana y hermanas Contemplativas del Cenáculo.
Vargas dejó el cargo para asumir la diócesis de Temuco, quedando como administrador el padre Santiago Sharp hasta el 21 de noviembre de 2014 día en que se nombró al actual obispo Moises Atisha Contreras.
Desde el 21 de noviembre de 2014 su obispo diocesano es Moisés Atisha, quien tomó posesión de la diócesis el 17 de enero de 2015.

## Estadísticas
Según el Anuario Pontificio 2021 la diócesis tenía a fines de 2020 un total de 155 352 fieles bautizados.
| Año                                                                             | Población            | Población | Población      | Sacerdotes | Sacerdotes    | Sacerdotes    | Bautizados por sacerdote | Diáconos permanentes | Religiosos | Religiosos | Parroquias |
| Año                                                                             | Bautizados católicos | Total     | % de católicos | Total      | Clero secular | Clero regular | Bautizados por sacerdote | Diáconos permanentes | Varones    | Mujeres    | Parroquias |
| ------------------------------------------------------------------------------- | -------------------- | --------- | -------------- | ---------- | ------------- | ------------- | ------------------------ | -------------------- | ---------- | ---------- | ---------- |
| 1965                                                                            | 72 000               | 77 000    | 93.5           | 16         | 3             | 13            | 4500                     |                      | 15         | 25         | 9          |
| 1968                                                                            | 90 000               | 100 000   | 90.0           | 16         | 2             | 14            | 5625                     |                      | 14         | 26         | 6          |
| 1976                                                                            | 120 000              | 145 000   | 82.8           | 14         | 5             | 9             | 8571                     | 5                    | 9          | 19         | 19         |
| 1980                                                                            | 110 600              | 134 000   | 82.5           | 19         | 7             | 12            | 5821                     | 7                    | 12         | 25         | 21         |
| 1990                                                                            | 139 600              | 174 000   | 80.2           | 21         | 11            | 10            | 6647                     | 7                    | 10         | 24         | 27         |
| 1999                                                                            | 145 977              | 197 000   | 74.1           | 22         | 16            | 6             | 6635                     | 8                    | 6          | 19         | 22         |
| 2000                                                                            | 146 000              | 194 751   | 75.0           | 20         | 14            | 6             | 7300                     | 8                    | 6          | 19         | 22         |
| 2001                                                                            | 148 000              | 196 848   | 75.2           | 22         | 15            | 7             | 6727                     | 6                    | 7          | 23         | 22         |
| 2002                                                                            | 149 378              | 197 856   | 75.5           | 24         | 17            | 7             | 6224                     | 7                    | 7          | 21         | 23         |
| 2003                                                                            | 96 460               | 185 268   | 52.1           | 24         | 17            | 7             | 4019                     | 12                   | 8          | 21         | 23         |
| 2004                                                                            | 147 490              | 194 640   | 75.8           | 22         | 16            | 6             | 6704                     | 12                   | 7          | 21         | 23         |
| 2006                                                                            | 130 700              | 185 320   | 70.5           | 24         | 16            | 8             | 5445                     | 12                   | 8          | 22         | 22         |
| 2010                                                                            | 136 000              | 193 000   | 70.5           | 26         | 23            | 3             | 5230                     | 12                   | 3          | 21         | 22         |
| 2014                                                                            | 141 200              | 200 100   | 70.6           | 26         | 23            | 3             | 5430                     | 12                   | 5          | 18         | 22         |
| 2017                                                                            | 105 240              | 191 540   | 54.9           | 31         | 26            | 5             | 3394                     | 27                   | 5          | 18         | 23         |
| 2020                                                                            | 155 352              | 229 689   | 67.6           | 32         | 27            | 5             | 4854                     | 24                   | 5          | 19         | 24         |
| Fuente: Catholic-Hierarchy, que a su vez toma los datos del Anuario Pontificio. |                      |           |                |            |               |               |                          |                      |            |            |            |

## Episcopologio
- Ramón Salas Valdés, S.I. † (8 de octubre de 1963-15 de mayo de 1993 retirado)
- Renato Hasche Sánchez, S.I. † (15 de mayo de 1993-24 de abril de 2003 falleció)
- Héctor Eduardo Vargas Bastidas, S.D.B. † (25 de noviembre de 2003-14 de mayo de 2013 nombrado obispo de Temuco)
- Moisés Carlos Atisha Contreras, desde el 21 de noviembre de 2014